# 大アドリア大陸

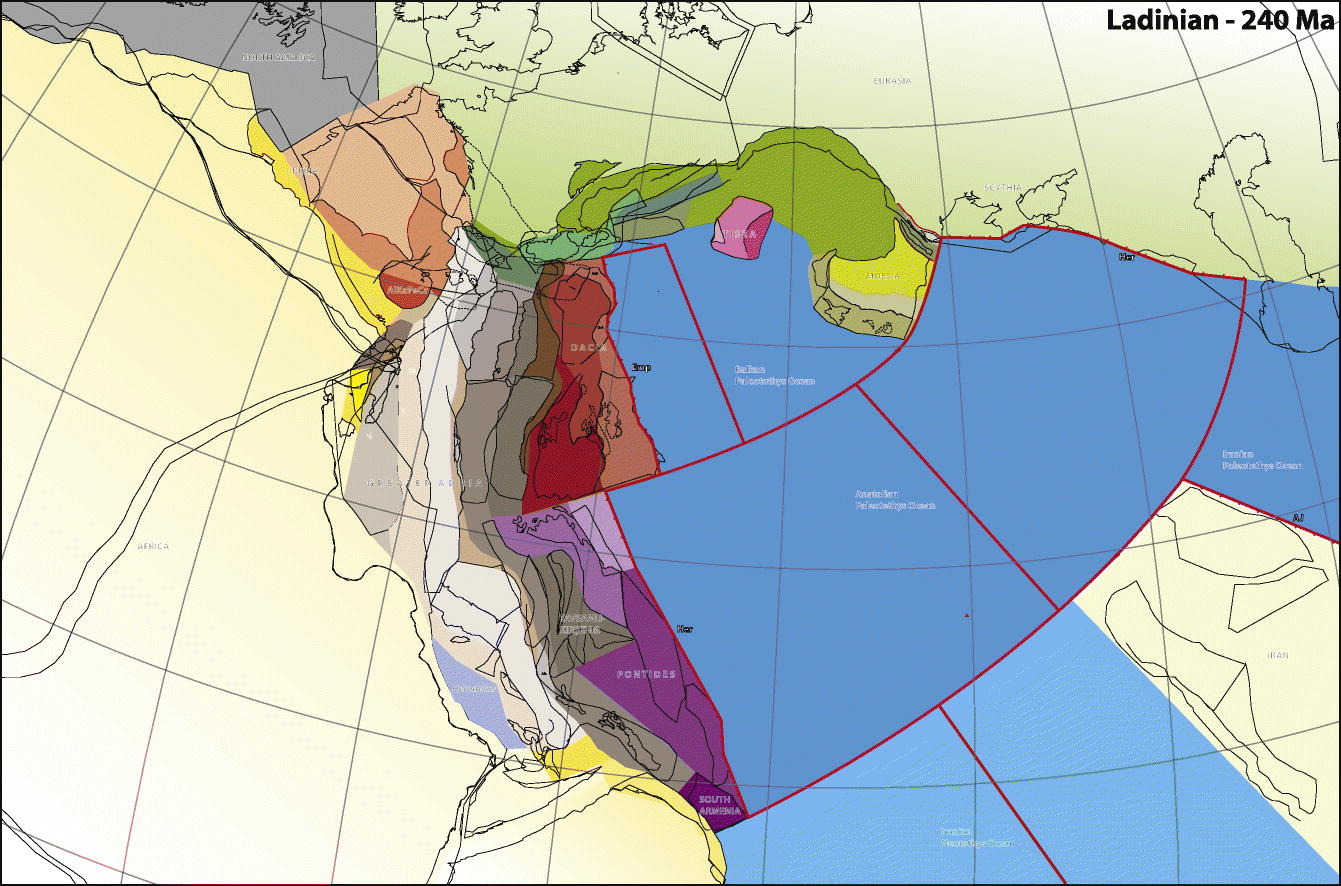
大アドリア大陸になる前の北アフリカであったころの地形

大アドリア大陸（Greater Adria）は、2億4000万から1億4000万年前に存在した古大陸。
プレートテクトニクスのシミュレーションを行えるアプリケーションソフトウェア『GPlates』、岩石が形成されたときに記録された磁気を読み取る岩石磁気学などによって存在が確認できたことから、2019年9月の論文で大アドリア大陸の存在が発表された。

## 概要
大アドリア大陸は2億2000万年前にアフリカ大陸から分裂し、1億2000万年前から1億年前ごろに南ヨーロッパの陸地の下へと沈み込んだと考えられている大陸である。
大きさはグリーンランドほどであり、この大陸の潜り込みによりアルプス山脈、ザグロス山脈、ヒマラヤ山脈などが形成されたと考えられている。
大陸の断片の一部はヨーロッパの下に沈み込まずトリノやベネチアなどのイタリアの一部やクロアチアのイストリア地域になったと推測される。